# 東海道名所記

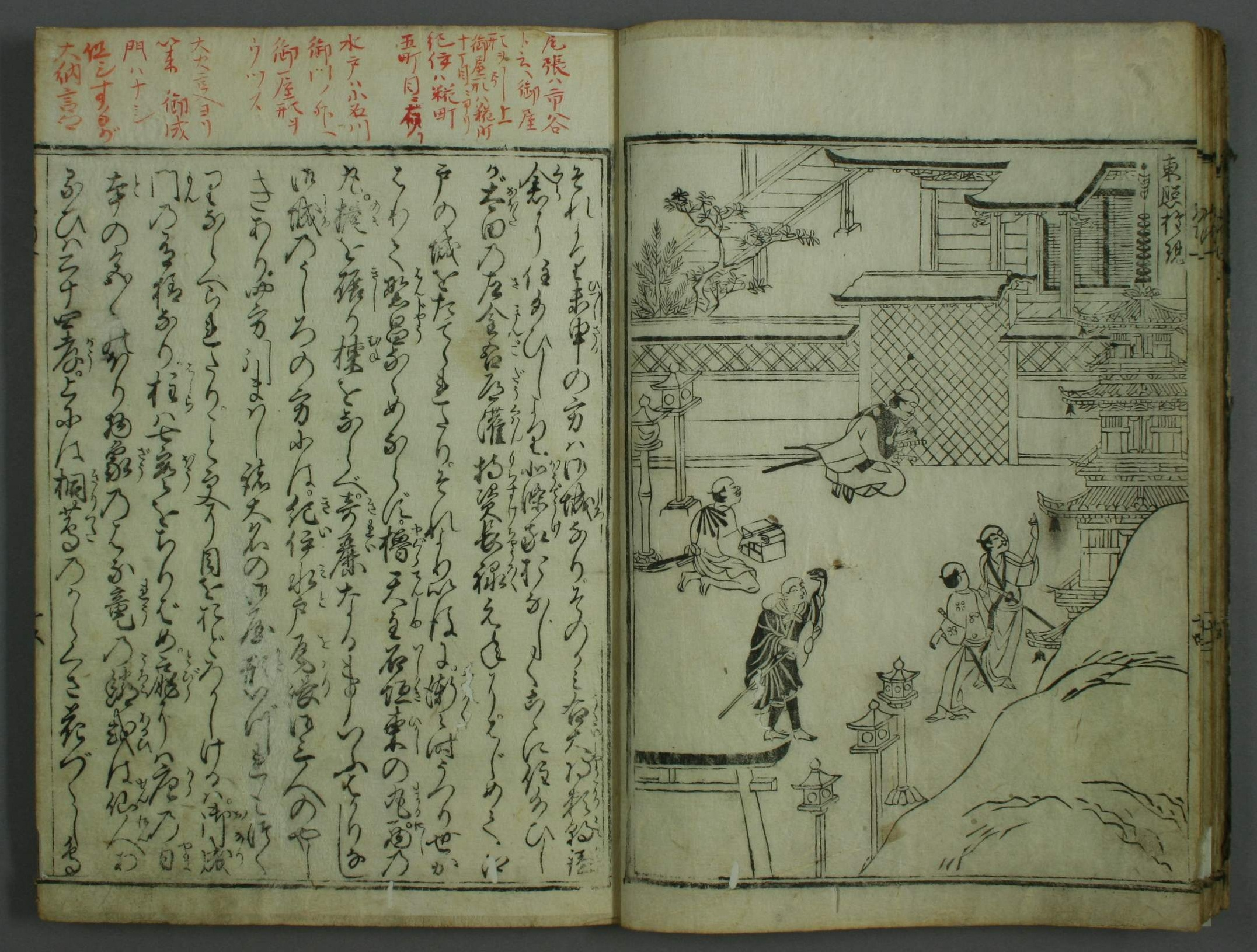
巻一「東照権現」（上野東照宮）

『東海道名所記』（とうかいどうめいしょき）は、江戸時代前期に浅井了意によって著された仮名草子作品。

## 概要
刊行年次は未詳。作品内で明暦４年（1658年）刊行の『京童』が引用されることから、これ以降の刊行とされ、おおむね万治3 – 4年（1660 – 1661年）頃の刊行と推測されている。
巻1「江戸から大磯まで」に始まり、東海道五十三次にしたがって、「小田原より江尻まで」（巻2）「府中より吉田まで」（巻3）「ごゆより庄野まで」（巻4）「亀山より山科まで」（巻5）「山科より京まはり宇治まで」（巻5）と続く。
主人公の楽阿弥と大阪の手代が、江戸から京都へ上京する趣向となっている。この趣向は『竹斎』の影響を受けている。旅宿ごとの距離を示す点、主人公を通して旅の心得が説かれる点、各土地の名産品や風俗を紹介する点など、実用性や教訓性に富んだ内容を持つ。

### 参照
1. 1 2 3 4 5 6  富士昭雄校訂代表『東海道名所記・東海道分間絵図』国書刊行会、2002年5月、402-410頁。